# McAlester
McAlester er en amerikansk by og administrativt centrum for det amerikanske county Pittsburg County i staten Oklahoma. I 2000 havde byen et indbyggertal på 17.783.

## Ekstern henvisning
- McAlesters hjemmeside (engelsk)

34°55′59″N 95°45′59″V / 34.9331°N 95.7664°V